# Хатідже Кюбра Ільгюн
Хатідже Кюбра Ільгюн (тур. Hatice Kübra İlgün, нар. 1 січня 1993) — турецька тхеквондистка, бронзова призерка Олімпійських ігор 2020 року.

## Виступи на Олімпіадах
| Олімпіада  | Дисципліна | Місце |
| ---------- | ---------- | ----- |
| Токіо 2020 | до 57 кг   | 3     |

## Зовнішні посилання
- Хатідже Кюбра Ільгюн [Архівовано 5 лютого 2021 у Wayback Machine.] на сайті taekwondodata.com.

1. ↑  https://halktv.com.tr/gundem/hatice-kubra-ilgun-dunya-ucuncusu-oldu-743152h
2. 1 2  https://olympics.com/tokyo-2020/olympic-games/en/results/taekwondo/athlete-profile-n1327499-ilgun-hatice-kubra.htm